# Amtsgericht Aichach
Das Amtsgericht Aichach ist eines von 73 Amtsgerichten in Bayern und ein Gericht der ordentlichen Gerichtsbarkeit mit Sitz in der Stadt Aichach.

## Zuständigkeitsbereich und Instanzenzug
Das Amtsgericht Aichach ist örtlich für den Landkreis Aichach-Friedberg zuständig. In Register-, Insolvenz- und Zwangsversteigerungssachen ist das Amtsgericht Augsburg für den Amtsgerichtsbezirk Aichach zuständig.
Die nächsthöheren Instanzen sind der Reihenfolge nach das Landgericht Augsburg, das Oberlandesgericht München und der Bundesgerichtshof.

## Geschichte
Anlässlich der Einführung des Gerichtsverfassungsgesetzes am 1. Oktober 1879 wurde in der Stadt Aichach ein Amtsgericht errichtet, dessen Sprengel aus dem Landgerichtsbezirk Aichach mit den Gemeinden Adelzhausen, Affing, Aichach, Aindling, Algertshausen, Allenberg, Alsmoos, Altomünster, Aufhausen, Binnenbach, Ecknach, Edenhausen, Edenried, Eisingersdorf, Gallenbach, Gaulzhofen, Griesbeckerzell, Gundelsdorf, Handzell, Haslangkreit, Haunswies, Hausen, Heretshausen, Hilgertshausen, Hohenzell, Hollenbach, Igenhausen, Inchenhofen, Kiemertshofen, Kleinberghofen, Klingen, Kühbach, Mainbach, Motzenhofen, Oberbachern, Oberbernbach, Oberdorf, Obergriesbach, Obermauerbach, Oberschneitbach, Oberschönbach, Oberwittelsbach, Oberzeitlbach, Petersdorf, Pichl, Randelsried, Rapperzell, Rehling, Ruppertszell, Sainbach, Schiltberg, Schnellmannskreuth, Schönbach, Schönleiten, Sielenbach, Stockensau, Stotzard, Stumpfenbach, Sulzbach, Tandern, Thalhausen, Tödtenried, Todtenweis, Unterbernbach, Untergriesbach, Unterschneitbach, Unterwittelsbach, Walchshofen, Willprechtszell, Wollomoos und Zahling nebst den vorher zum Landgerichtsbezirk Rain gehörenden Gemeinden Ebenried, Immendorf, Osterzhausen und Pöttmes gebildet wurde.
Seit Inkrafttreten des Gesetzes über die Organisation der ordentlichen Gerichte im Freistaat Bayern (GerOrgG) am 1. Juli 1973 umfasst der Amtsgerichtsbezirk Aichach das Gebiet des Landkreises Aichach-Friedberg. Dadurch erweiterte sich der Amtsgerichtsbezirk Aichach zum einen um
- das Gebiet des aufgehobenen Amtsgerichts Friedberg mit Ausnahme der Gemeinden Höfa, Pfaffenhofen an der Glonn, Sittenbach, Unterumbach und Weitenried,
- die Gemeinden Eresried, Hausen bei Hofhegnenberg, Hofhegnenberg, Steindorf sowie einen Teil der Gemeinde Baierberg aus dem Amtsgerichtsbezirk Fürstenfeldbruck,
- die Gemeinden Echsheim, Kühnhausen, Reicherstein, Schorn und Wiesenbach aus dem Amtsgerichtsbezirk Neuburg a. d. Donau nebst
- der Gemeinde Grimolzhausen vom aufgelösten Amtsgericht Schrobenhausen,

während zum anderen die Gemeinden Altomünster, Hilgertshausen, Hohenzell, Kiemertshofen, Kleinberghofen, Oberzeitlbach, Randelsried, Stumpfenbach, Tandern, Thalhausen, Wollomoos als Bestandteil des Landkreises Dachau an das Amtsgericht Dachau abgegeben wurden.

## Gerichtsgebäude
Das Gerichtsgebäude befindet sich am Schloßplatz 9.